# Marie Besnard
Pour les articles homonymes, voir Besnard.
Marie Besnard, de son nom de naissance Marie Joséphine Philippine Davaillaud, née le 15 août 1896 à Saint-Pierre-de-Maillé et morte le 14 février 1980 à Loudun, surnommée « l'empoisonneuse de Loudun », « la Brinvilliers de Loudun » ou « la bonne dame de Loudun », a été soupçonnée d'être une tueuse en série et reste au centre d'une des énigmes judiciaires françaises du XXe siècle.
C'est le 21 juillet 1949 que Marie Besnard est inculpée pour le meurtre par empoisonnement de douze personnes, dont son propre mari. Après trois procès qui durent plus de dix ans, Marie Besnard, accusée et menacée de la peine capitale, est libérée en 1954 puis acquittée par la cour d'assises de la Gironde le 12 décembre 1961. L'histoire se passe dans la ville de Loudun (5 500 habitants à l'époque des faits), là où l'affaire Urbain Grandier avait fait grand bruit au XVIIe siècle. On observe plusieurs similitudes entre ces deux affaires, dont la part très importante des rumeurs qui ont joué dans l'arrestation de Marie Besnard comme dans celle d'Urbain Grandier. Les trois procès furent relatés dans la presse par le célèbre chroniqueur judiciaire Frédéric Pottecher, le dessinateur de presse Sennep et le journaliste caricaturiste Maurice Tournade. Ce feuilleton judiciaire mobilisa la France entière pendant toute une décennie ; c'est, avec l'affaire Marie Lafarge, l'une des plus étonnantes énigmes d'empoisonnement.

## Biographie

### Jeunesse et mariage
Marie Joséphine Philippine Davaillaud, née le 15 août 1896 dans le hameau des Liboureaux de la commune de Saint-Pierre-de-Maillé, est la fille de Pierre Eugène Davaillaud, cultivateur, et de Marie-Louise Antigny. Elle fait ses études chez les sœurs d'Angles-sur-l'Anglin puis à l'école laïque de Saint-Pierre-de-Maillé. Une fièvre typhoïde interrompt sa scolarité à douze ans. Sans certificat d'études, elle commence sa vie en aidant ses parents.
En 1914, elle s'éprend d'Auguste Antigny, un cousin germain né en 1898, dont la santé est fragile : il est constamment malade et doit être réformé lorsque la guerre éclate. Les Davaillaud s'opposent formellement au mariage en raison de l'état de santé du jeune homme. Le 12 avril 1920, Marie finit cependant par l'épouser. Le couple n'a pas d'enfant et Auguste meurt d'une pleurésie consécutive à la tuberculose le 1er juillet 1927. Dépressive, Marie part se reposer chez sa cousine Pascaline Antigny, à Loudun, en septembre 1928. Elle y rencontre Léon Besnard, cordier et gros propriétaire foncier, qui la courtise, même lorsqu'elle retourne chez elle, à Saint-Pierre-de-Maillé. Elle l'épouse le 12 août 1929. Le couple semble heureux mais n'a pas d'enfant non plus, et Marie Besnard doit subir une ovariectomie à la suite d'une péritonite en 1942. Marie est une épouse économe et le couple vit confortablement, ce qui suscite des jalousies et des rumeurs, prêtant notamment des amants à l'épouse Besnard.

### Morts en série
Le 16 octobre 1947, Léon (alors âgé de 53 ans mais de santé fragile) et Marie Besnard, mariés depuis dix-huit ans, partagent un repas champêtre dans la ferme des Liboureaux, ancienne exploitation agricole des parents de Marie à Saint-Pierre-de-Maillé. Avant de reprendre la route, Léon est victime d'un malaise et vomit son repas. Son état s'aggrave les jours suivants. Le médecin de famille, le docteur Gallois, exclut une intoxication alimentaire, tous les convives étant en bonne forme, et diagnostique une crise de foie, mais la prise de sang de Léon révèle un taux d'urée de 1,41 g. Léon meurt le 25 octobre 1947, et son décès est attribué à une crise d'urémie. L'affaire Besnard débute, Marie étant veuve pour la seconde fois.

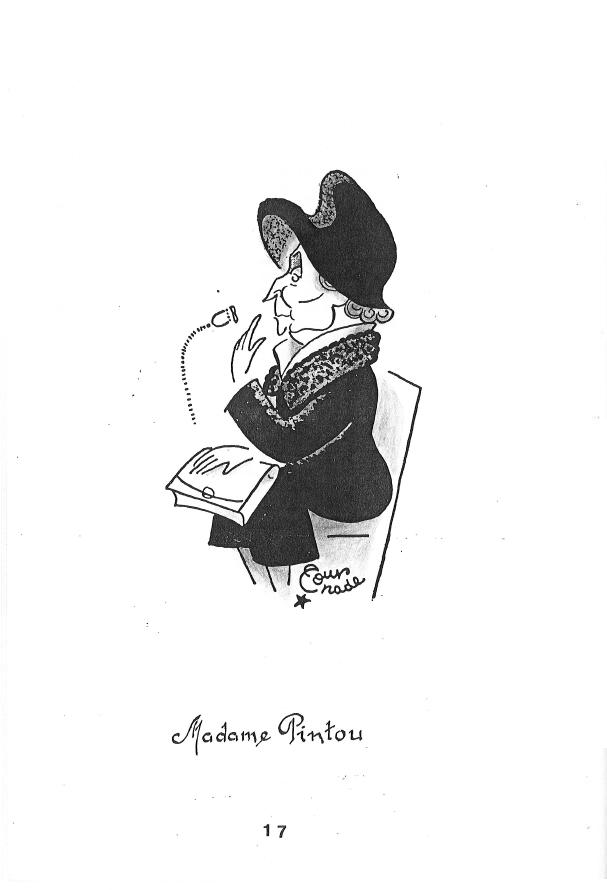
Louise Pintou, la postière de Loudun (caricature de Maurice Tournade).

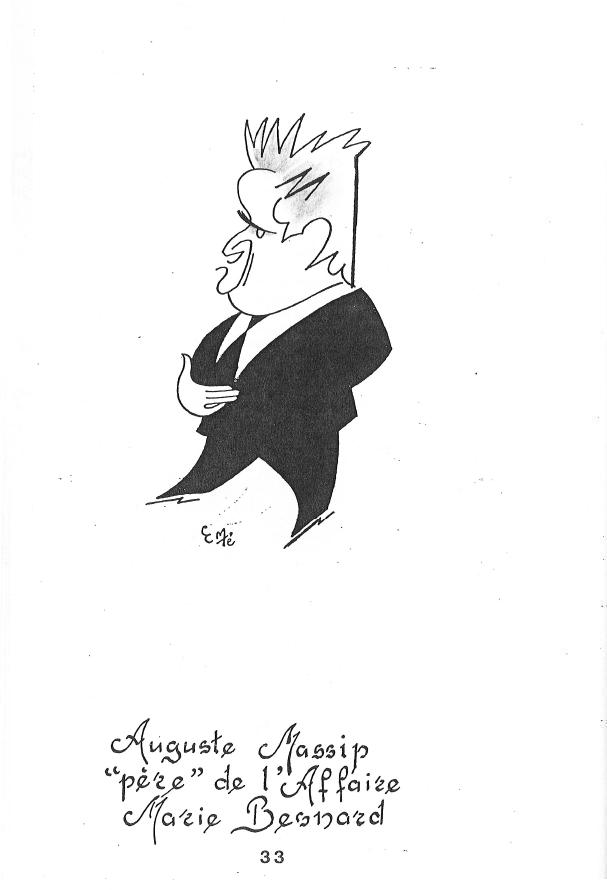
Auguste Massip (caricature de Maurice Tournade).

Au cours de son agonie, de nombreux amis sont venus rendre visite à Léon, dont Louise Pintou, veuve employée des postes, amie et locataire des époux Besnard, dont la rumeur prétend qu'elle est la maîtresse de Léon. Quelques jours après l'enterrement, Mme Pintou confie à un proche, Auguste Massip, propriétaire du château de Montpensier (Vienne) et maniaque de la délation, que Léon Besnard, avant de mourir, lui a confié « que sa femme lui avait servi de la soupe dans une assiette où se trouvait déjà un liquide ». Massip consulte un dictionnaire médical et observe que les symptômes de la mort de Léon (vomissements, crise d'urémie, œdème pulmonaire) sont ceux d'un empoisonnement à l'arsenic. Aussi écrit-il une lettre au procureur de la République le 4 novembre pour lui faire part de ses doutes. L'affaire est cependant vite classée, les rapports des gendarmes signalant que « Mme Pintou est fréquemment en congés pour neurasthénie et que M. Massip est un illusionné qui a la manie d'écrire à n'importe quelle autorité, même au président de la République, pour y exprimer sa pensée ».
Le mystérieux incendie du château de Montpensier le 17 octobre 1948, suivi de l'étrange « cambriolage » du domicile de Mme Pintou (où rien n'est volé mais ses affaires ont été dispersées, si bien qu'elle porte plainte) le 5 février 1949, persuadent les deux accusateurs que Marie Besnard est une « sorcière » à l'origine de ces deux autres faits et s'empressent de la dénoncer. Les détails de ces témoignages ainsi que de nombreuses rumeurs (notamment le fait que Marie est devenue opportunément riche en héritant des immeubles et des terres agricoles de son mari) sont portés à la connaissance de la gendarmerie puis d'un juge d'instruction de Poitiers qui lance une commission rogatoire le 9 mai 1949. Marie Besnard est entendue, mais les charges ne sont pas suffisantes pour l'inculper.
Le juge diligente l'exhumation du corps de Léon Besnard le 11 mai 1949. Les prélèvements sont expédiés à un médecin légiste marseillais, le docteur Béroud, qui découvre dans les viscères de Léon Besnard 19,45 mg d'arsenic pur (le taux naturel d'arsenic dans le corps humain est de 100 μg par litre de sang).
Le cambriolage survenu chez Mme Pintou et les témoignages de nombreux habitants de Loudun attirent l'attention de la police, des magistrats et de la population sur les nombreux décès survenus dans l'entourage de Marie Besnard. Le commissaire principal Nocquet, de la police judiciaire de Limoges, envoie enquêter l'inspecteur Normand sur les décès suspects dans la famille Besnard, à savoir, :
- le 1er juillet 1927, Auguste Antigny (29 ans), cousin germain et premier époux de Marie Besnard. Le couple trouve une place de concierge au château des Martins, chez M. Courbe[17]. Après une dernière hémoptysie, il est déclaré mort de tuberculose[note 3]. Dans ses restes, exhumés pour l'enquête, on trouve 6 mg d'arsenic ;
- le 22 août 1938, Marie Lecomte, née Labrèche (86 ans), grand-tante de son mari. Ses restes, exhumés, révèlent 35 mg d'arsenic ;
- le 14 juillet 1939, Toussaint Rivet (64 ans), ami des époux Besnard. Dans ses restes, on découvre 18 mg d'arsenic ;
- le 14 mai 1940, Pierre Davaillaud (78 ans), père de Marie Besnard, officiellement mort de congestion cérébrale. Ses restes contiennent 36 mg d'arsenic ;
- le 2 septembre 1940, Louise Gouin, née Labrèche (92 ans), grand-mère maternelle de Léon Besnard. La très faible quantité d'arsenic recueillie dans ses viscères exclut ce décès de la liste des supposées victimes, il n'est donc pas retenu par l'accusation ;
- le 19 novembre 1940, Marcellin Besnard (78 ans), beau-père de Marie Besnard. Ses restes contiennent 48 mg d'arsenic ;
- le 16 janvier 1941, Marie-Louise Besnard, née Gouin (68 ans), belle-mère de Marie Besnard. Ses restes contiennent 60 mg d'arsenic ;
- le 27 mars 1941, Lucie Bodin, née Besnard (45 ans), sœur de Léon Besnard, retrouvée pendue chez elle. Ses restes contiennent 30 mg d'arsenic ;
- le 27 décembre 1941, Blanche Rivet, née Lebeau (49 ans), veuve de Toussaint Rivet, officiellement décédée d'une aortite. Ses restes contiennent 30 mg d'arsenic ;
- le 1er juillet 1945, Pauline Bodineau, née Lalleron (88 ans), cousine de Léon Besnard. Ses restes contiennent 48 mg d'arsenic ;
- le 9 juillet 1945, Virginie Lalleron (83 ans), sœur de Pauline Bodineau. Ses restes contiennent 20 mg d'arsenic ;
- le 25 octobre 1947, Léon Besnard (53 ans), époux de Marie Besnard. Ses restes contiennent 43 mg d'arsenic ;
- le 16 janvier 1949, Marie-Louise Davaillaud, née Antigny (71 ans), mère de Marie Besnard. Ses restes contiennent 48 mg d'arsenic.

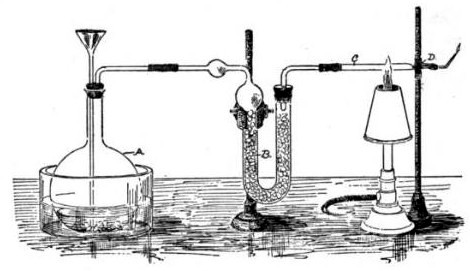
Tubes d'analyse de Marsh.

Deux mobiles paraissent évidents au magistrat instructeur :
- l'argent : Marie Besnard a directement ou indirectement recueilli par héritage les biens de toutes ces personnes. Elle possède et gère ainsi une fabrique prospère de cordes. Ses biens sont saisis, privant l'accusée de payer sa mise en liberté sous caution. Charles Trenet propose d'acquitter la somme[réf. nécessaire] ;
- la passion : Marie Besnard aurait, paraît-il, noué une relation intime avec un ancien prisonnier allemand, Alfred Dietz, que les époux Besnard avaient conservé comme tâcheron.

Consignés en détail dans l'acte d'accusation, tous ces éléments conduisent à l'inculpation de Marie Besnard pour empoisonnements, avec la circonstance aggravante de parricide et de matricide. Le 21 juillet 1949, le commissaire principal Nocquet, de la police judiciaire de Limoges, l'arrête à son domicile. Le même jour, elle est inculpée de meurtre et incarcérée à la prison de la Pierre levée de Poitiers.
Le rapport d'autopsie de onze corps exhumés, établi par le docteur Georges Béroud, directeur du laboratoire de police scientifique de Marseille, sur la base d'analyses menées grâce au test de Marsh et à la méthode de Cribier, conclut à des empoisonnements aigus suivant des intoxications lentes, liés à des imprégnations exogènes d'arsenic. Le 28 décembre 1949, Marie Besnard est notifiée de onze inculpations nouvelles du chef d'homicide volontaire. Son avocat réclame une contre-expertise que le juge refuse. Le 30 janvier 1950, la défense remet au juge une liste de témoins en mesure de la disculper. Le juge s'appuie essentiellement sur l'expertise de Béroud, ce dernier faisant autorité.

### Procès à rebondissements

#### Bataille d'experts

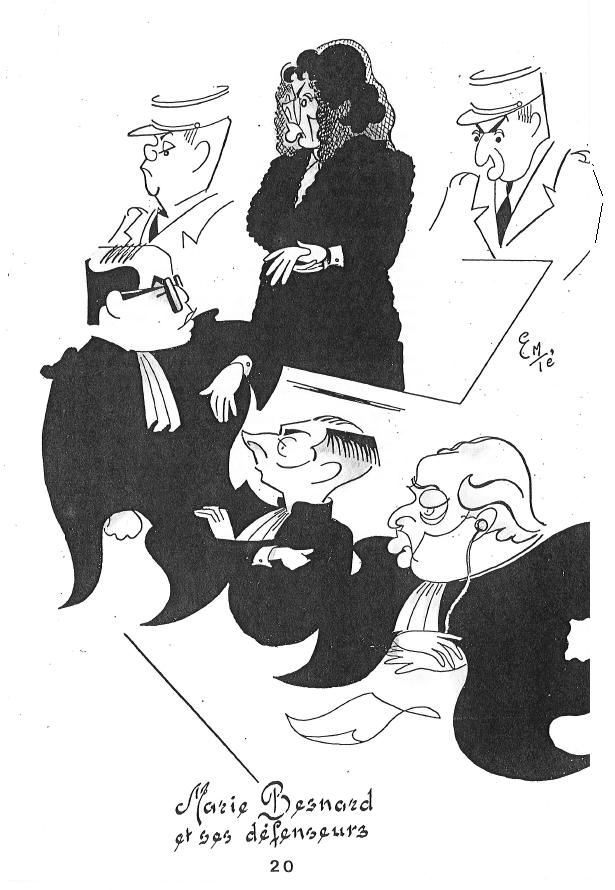
Marie Besnard et ses défenseurs (maîtres Henry du Cluzeau, Albert Gautrat et René Hayot) au procès de Poitiers en février 1952 (caricature de Maurice Tournade).

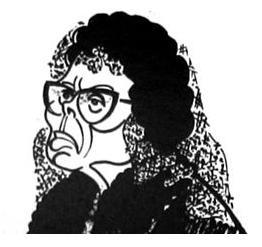
Portrait de Marie Besnard à son procès, avec sa tenue de veuve éplorée (tailleur noir, manteau de poulain et mantille), le nez chaussé d'épaisses lunettes d'écaille.

Le premier procès s'ouvre le 20 février 1952 à la cour d'assises de Poitiers. Dès le 22 février, la défense menée par maître Gauthrat met à mal l'expertise de Béroud : elle lui tend un piège en brandissant des tubes de Marsh dans lesquels le docteur Béroud voit de l'arsenic, alors que le laboratoire qui les a préparés atteste qu'il n'y en a aucun. Devant cette situation, le président du tribunal nomme trois nouveaux experts dont les analyses, remises deux mois plus tard, se révèlent contradictoires. Le procès est alors renvoyé pour cause de suspicion légitime mais aussi de sûreté publique, car l'audience a été émaillée de troubles.
Un deuxième procès s'ouvre le 15 mars 1954 à la cour d'assises de Bordeaux. Il est marqué par la déclaration de l'expert psychiatre, le docteur André Ceillier : « Marie Besnard est normale, tellement normale qu'elle est anormalement normale », et par une nouvelle bataille d'experts : les analyses toxicologiques réalisées par des toxicologues des laboratoires de la préfecture de police de Paris, concluant à la même présence anormale d'arsenic dans les prélèvements effectués lors de l'exhumation des cadavres. Des erreurs dans leurs rapports, ainsi qu'une confusion dans les prélèvements, incitent les magistrats et les jurés à demander un complément d'information. Le 12 avril 1954, la justice met Marie Besnard en liberté provisoire contre une caution de 1,2 million de francs ramenée à deux cent mille francs, somme réunie par des petits-cousins et par des amis.
Le troisième procès s'ouvre à la cour d'assises de Bordeaux le 20 novembre 1961. Il fait appel à de nouveaux experts, alors que Marie Besnard comparaît libre. Entre-temps, un rapport du professeur René Piedelièvre, établi en 1954, confirme les conclusions des analyses de 1952 tout en se montrant plus nuancé que celui du docteur Béroud. La justice avait aussi demandé un rapport au professeur Frédéric Joliot-Curie, basé sur la recherche d'arsenic par le procédé nucléaire, sans suite, le physicien étant mort en 1958. Les jurés sont sensibles aux arguments de M. Bastisse, cité au titre d'expert des sols en tant que maître des recherches au Centre national de la recherche agronomique, affirmant le 29 novembre 1961 : « Vous avez enterré vos morts dans une réserve d'arsenic ». Le 12 décembre 1961, au terme d'un bref délibéré, le jury de la cour d'assises de la Gironde acquitte Marie Besnard au bénéfice du doute, par sept voix contre cinq.

#### Acquittement

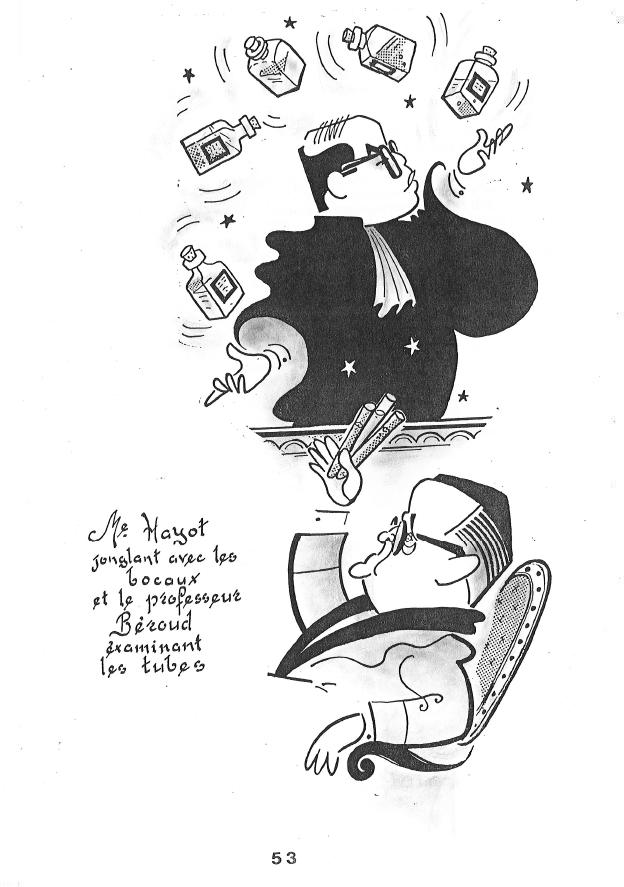
Le défenseur jonglant avec les bocaux et le professeur Béroud examinant les tubes (caricatures de Maurice Tournade, présent au procès).

La première raison de l'acquittement tient à l'attitude du docteur Béroud lui-même : contesté, il se défend difficilement face aux avocats de Marie Besnard. La défense fait valoir également que des erreurs d'étiquetage dans les bocaux contenant les prélèvements ont été commises, certains bocaux pouvant avoir été perdus ou remplacés.
Une enquête au cimetière de Loudun permet de démontrer que le sulfatage des fleurs, la décomposition du zinc (de l'arsenic est normalement contenu dans le zinc commercial issu des ornements funéraires tels les crucifix de métal, les toitures des chapelles) et l'arséniate employé contre le doryphore de la pomme de terre cultivée à proximité par le gardien peuvent avoir saturé la terre du cimetière d'arsenic et justifier une contamination post-mortem.
La longueur du procès, le dépérissement des preuves (le dernier procès ayant lieu en 1961), le retournement de l'opinion publique, lassée, conduisent à l'acquittement par défaut (au bénéfice du doute, faute de preuves) de Marie Besnard le 12 décembre 1961.

### Mort
Marie Besnard publie ses mémoires en 1962. Elle meurt d'un cancer des os à Loudun le 14 février 1980, à l'âge de quatre-vingt-trois ans, refusant l'inhumation et faisant don de son corps à la science. Elle emporte son ou ses prétendus secrets dans sa tombe après avoir, selon une dernière rumeur, pardonné publiquement à Louise Pintou.

## Conséquences
Le fiasco judiciaire de l'affaire a conduit à réviser les méthodes de la justice et des expertises judiciaires. Les expertises ayant conclu à la découverte d'arsenic sur ces dépouilles, considérées comme peu professionnelles, ont été largement contestées lors des procès et par la suite. Le dépôt de métalloïde des tubes de Marsh pouvait tout aussi bien être de l'antimoine.

## Publication
- Marie Besnard, Mes mémoires, Les productions de Paris, 1962.